# Casacanditella
Casacanditella è un comune italiano di 1 168 abitanti della provincia di Chieti in Abruzzo. Fa parte dell'Unione delle Colline Teatine.

## Geografia fisica
Sorge su un colle della val di Foro spartiacque tra il fiume Foro ed il torrente Dendalo. Il territorio del comune è esteso per 12,41 km² su un'area collinare ricca di case sparse e nuclei abitativi.

## Origini del nome
Il nome è di origine latino-medievale, e significa "casa bianca" (casa candidus) dall'abitudine di dipingere le pareti delle abitazioni di bianco per ragioni igieniche.

## Storia
Un nucleo esisteva in epoca romana come attestano scavi archeologici, tuttavia la prima menzione storica risale al IX secolo, successivamente, nel XVIII secolo risulta feudo dei De Letto e poi dei Valignani.
È denominata in dialetto "Li Schiavunë", a testimonianza di insediamenti serbo-croati avvenuti nel XVI secolo al fine di ripopolare l'area e di coltivarne i terreni. Costoro edificarono alcune "pinciaie" in campagna, che richiamavano le abitazioni originarie: in particolare, si tratta di case costruite con la terra cruda, tuttora molto frequenti nelle campagne, specie in quelle del vicino comune di Casalincontrada. Qualsiasi vestigia di tradizione o lingua slava risulta tuttavia essere stata completamente assorbita in poco tempo dalla locale popolazione abruzzese, anche se sporadiche tracce permangono nei toponimi ed in alcuni cognomi locali.

### Simboli
Lo stemma e il gonfalone del comune di Casacanditella sono stati concessi con decreto del presidente della Repubblica del 26 gennaio 1987.

## Monumenti e luoghi d'interesse
- Vari elementi di architettura civile risalente all'Ottocento.[5]
- La chiesa di San Rocco. Ha la facciata a coronamento orizzontale con terminazione a elementi barocchi. Il portale consta di un piccolo timpano. Sopra il portale, invece del classico rosone vi è una finestra ad oblò. Il campanile è posto sul retro ed è a vela.[7]
- Chiesa parrocchiale di San Gregorio, in stile barocco. La facciata è suddivisa in due parti da una cornice marcapiano. Il portale è incorniciato da lastre in marmo con decorazioni barocche. Sul secondo livello vi è un finestrone anch'esso incorniciato. Ai lati dell'edificio vi sono due ordini di lesene. Su una lesena è posto un orologio. Il timpano, posto in cima alla facciata, è a forma di lunetta.[8]
- Santuario della Madonna dell'Assunta. L'esterno è in stile romanico con, ai lati due colonne che sorreggono il frontone con, in cima, una croce. Il portale è squadrato con, sopra, un'epigrafe ed una finestra oblò.[9]
- Castello Baronale di Semivicoli. Si trova nella contrada omonima e fu costruito nel XVII secolo, come struttura baronale. La struttura è a pianta rettangolare, con un corpo quadrangolare a torre tozza, alla sua estremità.

## Società

### Evoluzione demografica
Abitanti censiti

### Tradizioni e folclore
Il 17 gennaio si tiene la festa delle farchie di Sant'Antonio.

## Amministrazione
| Periodo        | Periodo        | Primo cittadino           | Partito                               | Carica  | Note          |
| -------------- | -------------- | ------------------------- | ------------------------------------- | ------- | ------------- |
| 6 giugno 1993  | 13 maggio 2001 | Carlo Del Duca            | Lista Civica                          | Sindaco | [ 12 ] [ 13 ] |
| 14 maggio 2001 | 15 maggio 2011 | Bruno Della Pelle         | Lista Civica di Centro-destra Insieme | Sindaco | [ 14 ] [ 15 ] |
| 16 maggio 2011 | 4 ottobre 2021 | Giuseppe Erminio D'Angelo | Lista Civica Ricominciamo             | Sindaco | [ 16 ] [ 17 ] |
| 5 ottobre 2021 | in carica      | Alessandro Monaco         | Lista Civica Casacanditella Svolta    | Sindaco | [ 18 ]        |